# He Could Be the One
"He Could Be the One" é uma canção gravada por Miley Cyrus, como Hannah Montana, presente na trilha sonora da terceira temporada da série que leva o nome da personagem, Hannah Montana 3. Foi lançada como single da trilha e alcançou a décima posição na Billboard Hot 100.